# Astrofísica estelar
Se llama Astrofísica estelar al estudio de la física de las estrellas; su formación, evolución y final, así como sus propiedades y distribución.
Una herramienta fundamental en el estudio de las estrellas es el diagrama de Hertzsprung-Russell.
El estudio de las estrellas y de su evolución es imprescindible para avanzar en nuestro conocimiento del universo, puesto que ellas constituyen los módulos básicos que componen el mismo. La astrofísica estelar hace uso de la observación y el entendimiento teórico, así como también de simulaciones numéricas de la composición interna de las estrellas.

## Nacimiento y vida de una estrella

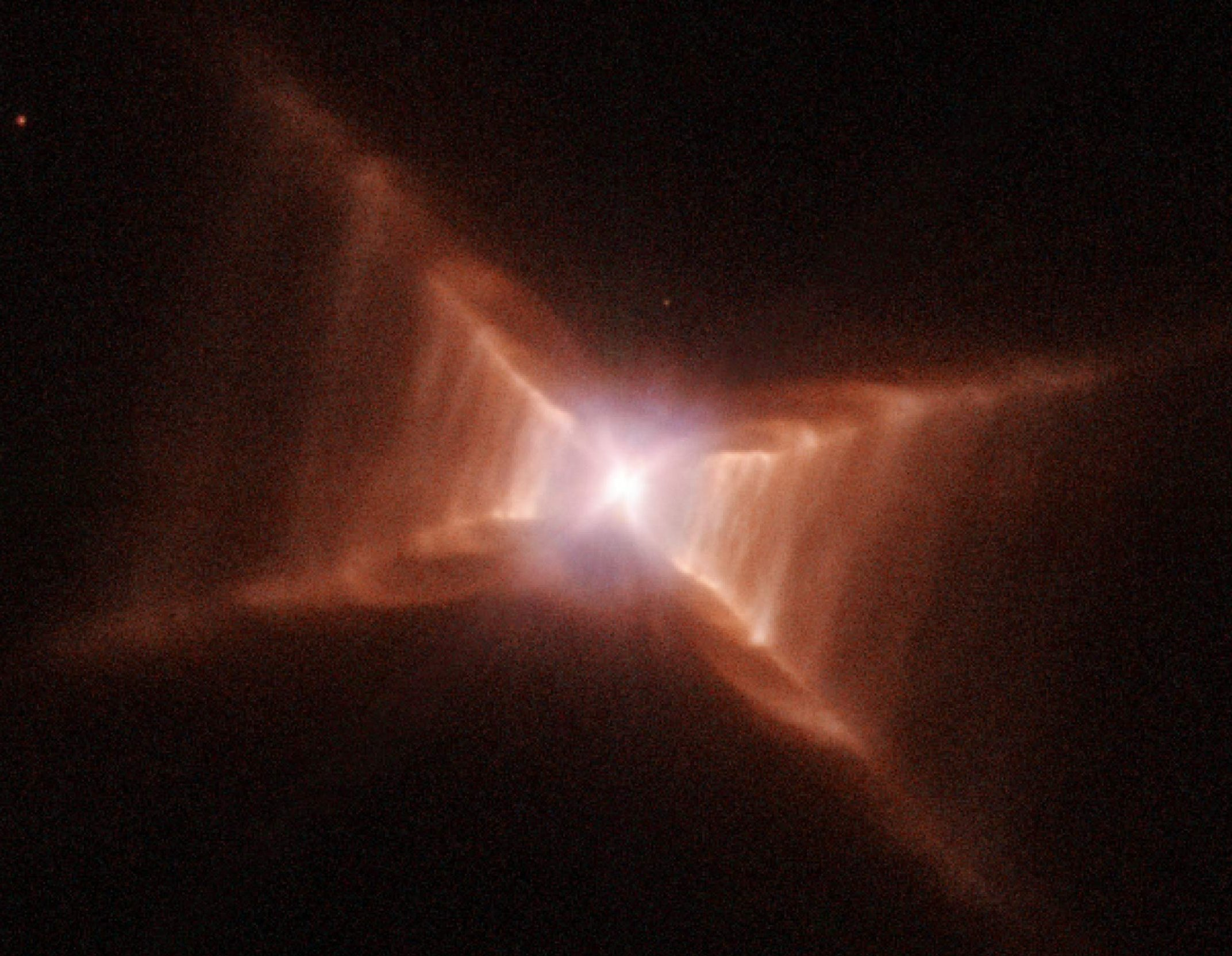
Nebulosa del Rectángulo Rojo.

La formación de las estrellas se produce en regiones densas de polvo y gas molecular, conocidas como nebulosas interestelares. La fuerza de gravedad acerca a los átomos de hidrógeno hacia el centro de la acumulación, haciéndolo más y más denso. Llega un punto en que sus velocidades son tan grandes que el protón de un núcleo de hidrógeno logra vencer la repulsión eléctrica del núcleo en el que impacta, fusionándose con él y otros más hasta formar un núcleo estable de helio.
Una estrella desde su nacimiento tiene diferentes fases de evolución. En sus primeras etapas como embrión es rodeada por los restos de la nube de gas desde la cual se formó. Esa nube de gas es gradualmente disipada por la radiación que emana de la estrella, posiblemente quedando atrás un sistema de objetos menores como planetas, etc.
Pasada la etapa de la infancia, una estrella entra a su madurez, que se caracteriza por un período largo de estabilidad durante el cual, en su núcleo, el hidrógeno se va convirtiendo en helio, liberando enormes cantidades de energía. A esa etapa de estabilidad de la estrella se la llama secuencia principal. 
Las características de la estrella resultante dependerán de la magnitud de su masa. Cuanto más masiva sea la estrella, mayor será su luminosidad y con mayor velocidad agotará el hidrógeno de su núcleo, lo que la hará más luminosa, más grande y más caliente. La rápida fusión de hidrógeno en helio también implica un agotamiento de las reservas del primero más pronto en estrellas masivas que para las de menor tamaño. Para una estrella como el Sol su permanencia en la secuencia principal es de unos 10 000 millones de años; una estrella diez veces más masiva será 10 000 veces más brillante pero durará en la secuencia principal solo unos 100 millones de años. 
Cuando todo el hidrógeno del núcleo de la estrella se haya convertido en helio, ésta comenzará su desarrollo. La fusión del helio requiere una mayor temperatura en el núcleo, por lo que la estrella incrementará tanto su tamaño como la densidad de su núcleo.

## Evolución y muerte de una estrella
No todas las estrellas evolucionan del mismo modo. La masa de la estrella es, de nuevo, determinante a la hora de hacer un estudio sobre las distintas fases que experimenta a lo largo de su vida.

### Estrellas de masa pequeña
Este tipo de estrellas tienen una vida larga. Nuestro conocimiento sobre su evolución es mera teoría, ya que su etapa en la secuencia principal tiene mayor duración que la actual edad del universo. Los astrofísicos consideran que deberían tener una evolución muy parecida a las estrellas de masa intermedia, a excepción de que en la fase final la estrella se enfriaría convirtiéndose tras un billón de años en una enana negra.

### Estrellas de masa intermedia
Nuestro Sol se encuentra dentro de esta división. Son estrellas que durante la fase de la secuencia principal transmutan hidrógeno en helio en su núcleo central, pero el primero, en millones de años, se va agotando hasta llegar a un instante en que las fusiones son insuficientes para generar las presiones necesarias para equilibrar la gravedad. Así, el centro de la estrella se empieza a contraer hasta que llega a una temperatura tan elevada que el helio entra en fusión y convierte en carbono. El remanente de hidrógeno se aloja como una cáscara quemándose y transmutándose en helio y las capas exteriores de la estrella se expanden. Esa expansión convierte a la estrella en una gigante roja más brillante y fría que en su etapa en la secuencia principal.

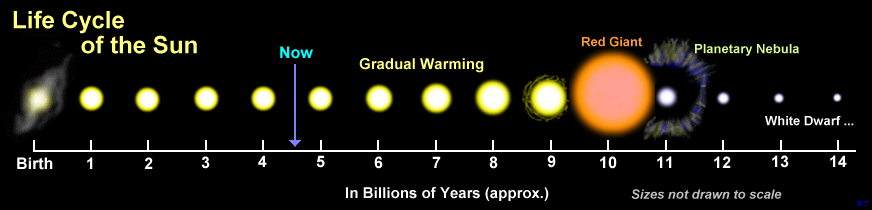
Ciclo vital del Sol.

Durante esta fase, una estrella pierde muchas de sus capas exteriores las cuales son eyectadas hacia el espacio por la radiación que emana. A veces, las estrellas más masivas de este tipo logran encender el carbono para que se transmute en elementos más pesados, pero lo normal es que la estrella se derrumbe hacia su interior debido a la presión de la gravedad transformándose en una enana blanca.

### Estrellas de masa mayor y estrellas masivas
Son estrellas de rápida combustión. La corta extensión de sus vidas hace extrañas a las grandes estrellas, pues solo aquellas formadas en los últimos 30 millones de años -y no todas ellas- existen todavía. 
Al principio pasan rápidamente a través de casi las mismas fases que una estrella de masa intermedia, pero las estrellas masivas tienen núcleos tan calientes que transmutan hidrógeno en helio de una manera diferente, usando restos de carbono, nitrógeno y oxígeno. Una vez que la estrella haya agotado el hidrógeno en el núcleo y alojado el remanente de éste como cáscaras, entra a una fase que se conoce como de supergigante roja. Cuando sus núcleos se hayan convertido en helio, la enorme gravedad de las estrellas permite continuar la fusión, convirtiendo el helio en carbono, el carbono en neón, el neón en oxígeno, el oxígeno en silicio, y finalmente el silicio en hierro. Llegado a este punto, como el hierro no se fusiona, el núcleo de la estrella se colapsa, resultando de ello una explosión de supernova.

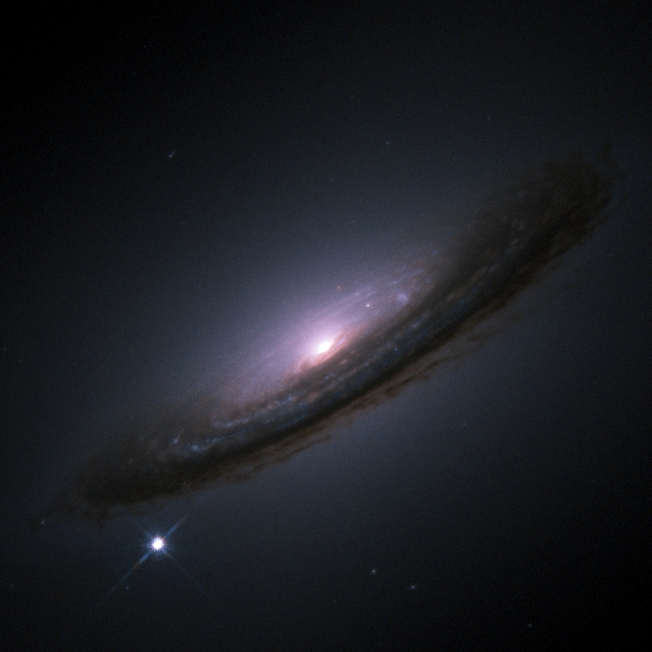
Imagen del Hubble de la Supernova 1994D(SN1994D)en la galaxia NGC 4526.

Se piensa que los restos de una supernova son generalmente una estrella de neutrones. Un púlsar en el centro de la Nebulosa del Cangrejo hoy se identifica con el núcleo de la supernova de 1054. 
En el caso de que la masa persistente de la estrella es de dos a tres veces la del Sol, la contracción continuará hasta formar un agujero negro.
Las estrellas binarias pueden seguir modelos de evolución mucho más complejos, podrían transferir parte de su masa a su compañera y generar una supernova.
Las nebulosas planetarias y las supernovas son muy necesarias para la distribución de metales a través del espacio, sin ellas, todas las nuevas estrellas (y sus sistemas planetarios) estarían formados exclusivamente de hidrógeno y helio.